# Eindmast

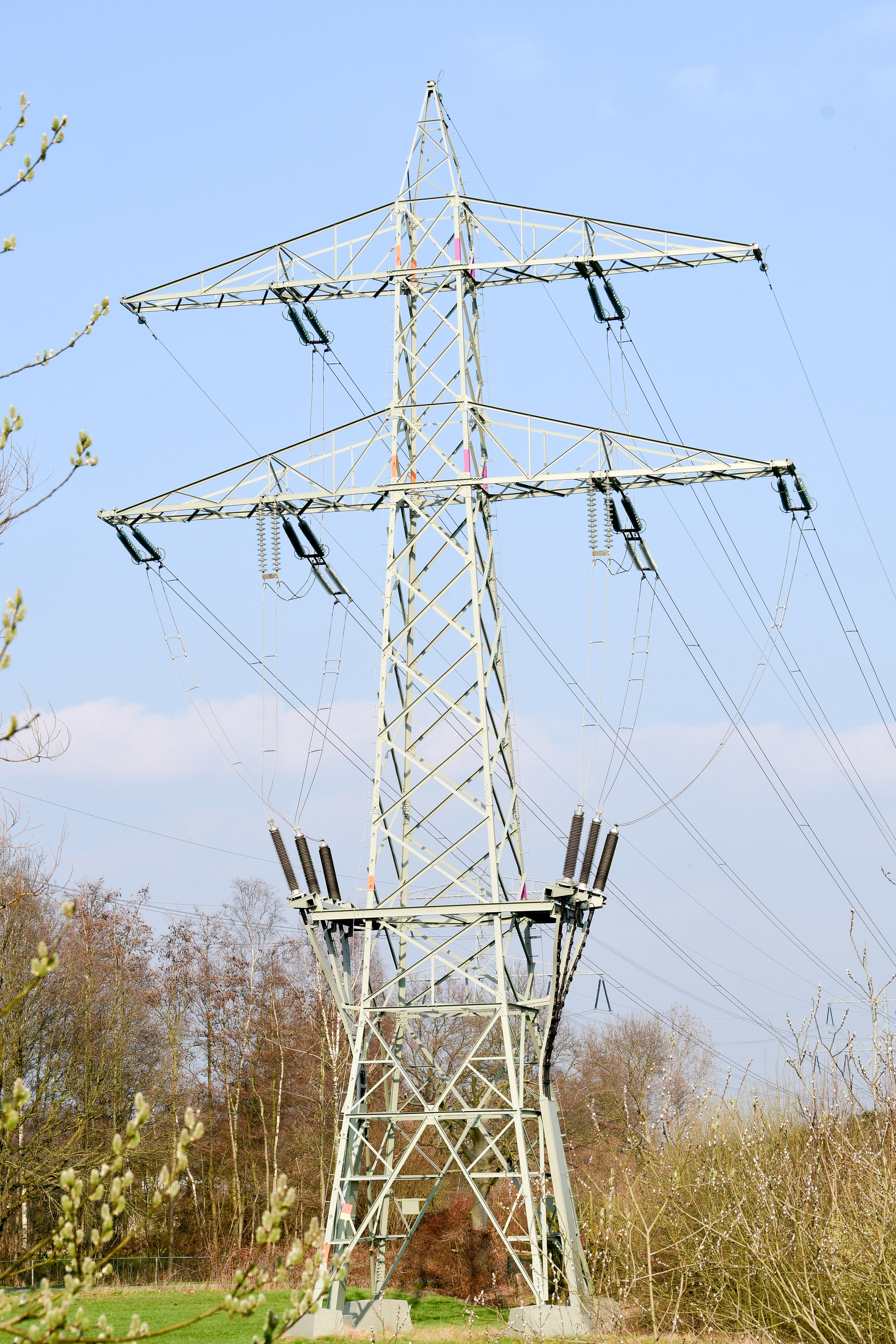
Eindmast in Eindhoven van de 150kV hoogspanningsleiding Helmond - Eindhoven Oost

Een eindmast (soms ook opstijgpunt genoemd) is een bovengrondse hoogspanningsmast aan het einde van een bovengrondse hoogspanningsleiding. De leiding is daar verbonden met een onderstation, een masttransformator, of loopt verder als ondergrondse kabel.
Eindmasten zijn vrijwel altijd afspanmasten.
Aan de mast kunnen de volgende voorzieningen zitten:
- afspanning van de draden
- kabeleindsluitingen
- kabelgoten
- voorzieningen voor de ophanging, bijvoorbeeld extra armen.

Bij zeer hoge spanningen, zoals 380 kV in het Nederlandse koppelnet, staan de meeste voorzieningen niet in de mast maar op een klein station op de grond.
Het geheel heet dan opstijgpunt.
Masttransformatoren worden gebruikt voor spanningen tot ongeveer 30 kW. Ze komen in Nederland en Duitsland weinig voor.
Soms veranderen aftakmasten in eindmasten nadat de bovengrondse leiding in één richting is ontmanteld.

## Foto's

Eindmasten
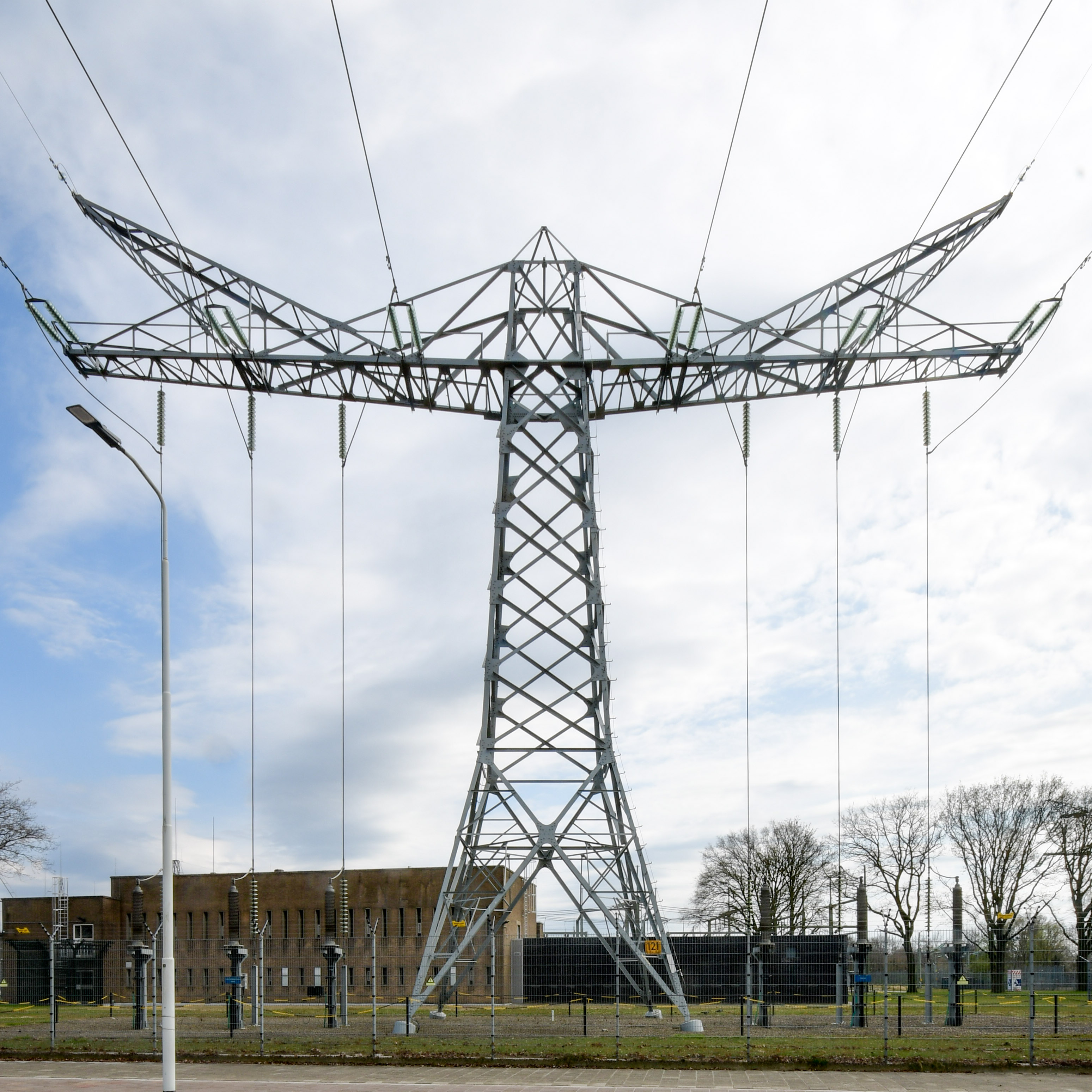
Eindmast, kabeleindsluitingen op de grond
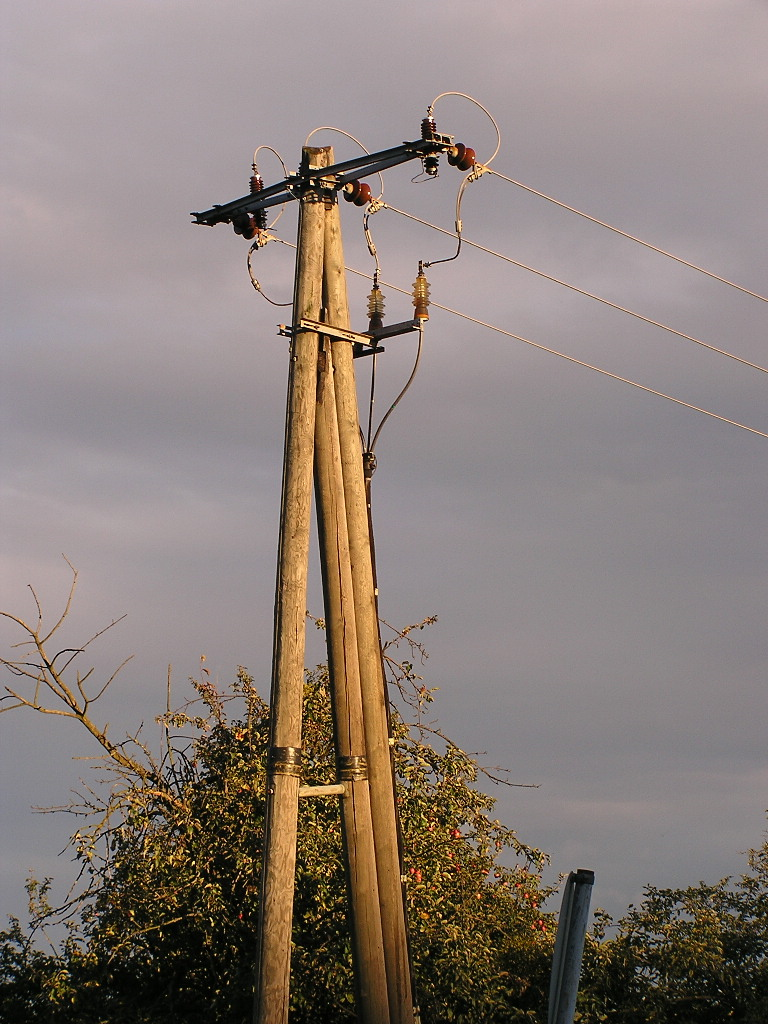
Houten eindmast
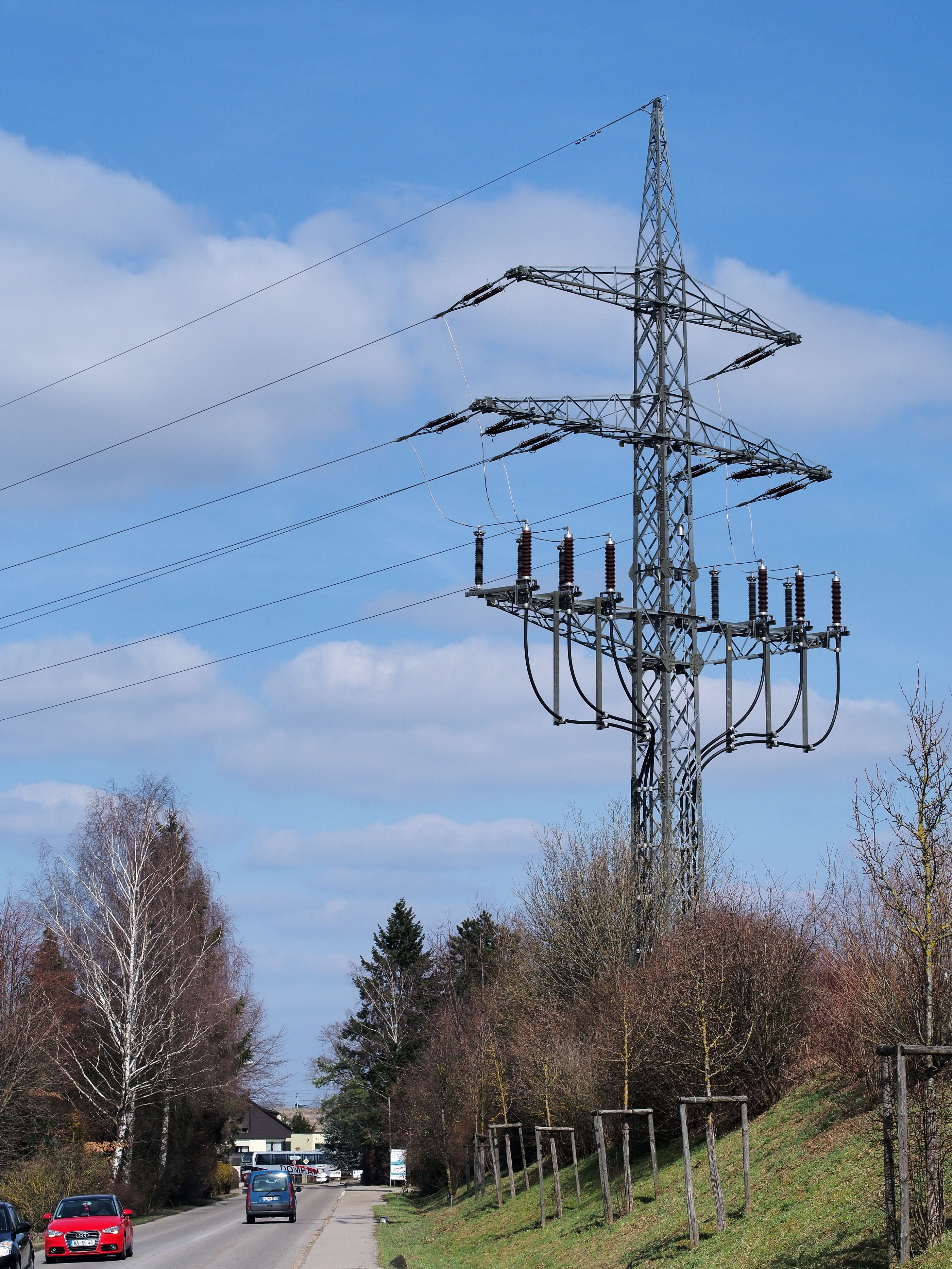
Eindmast met extra armen
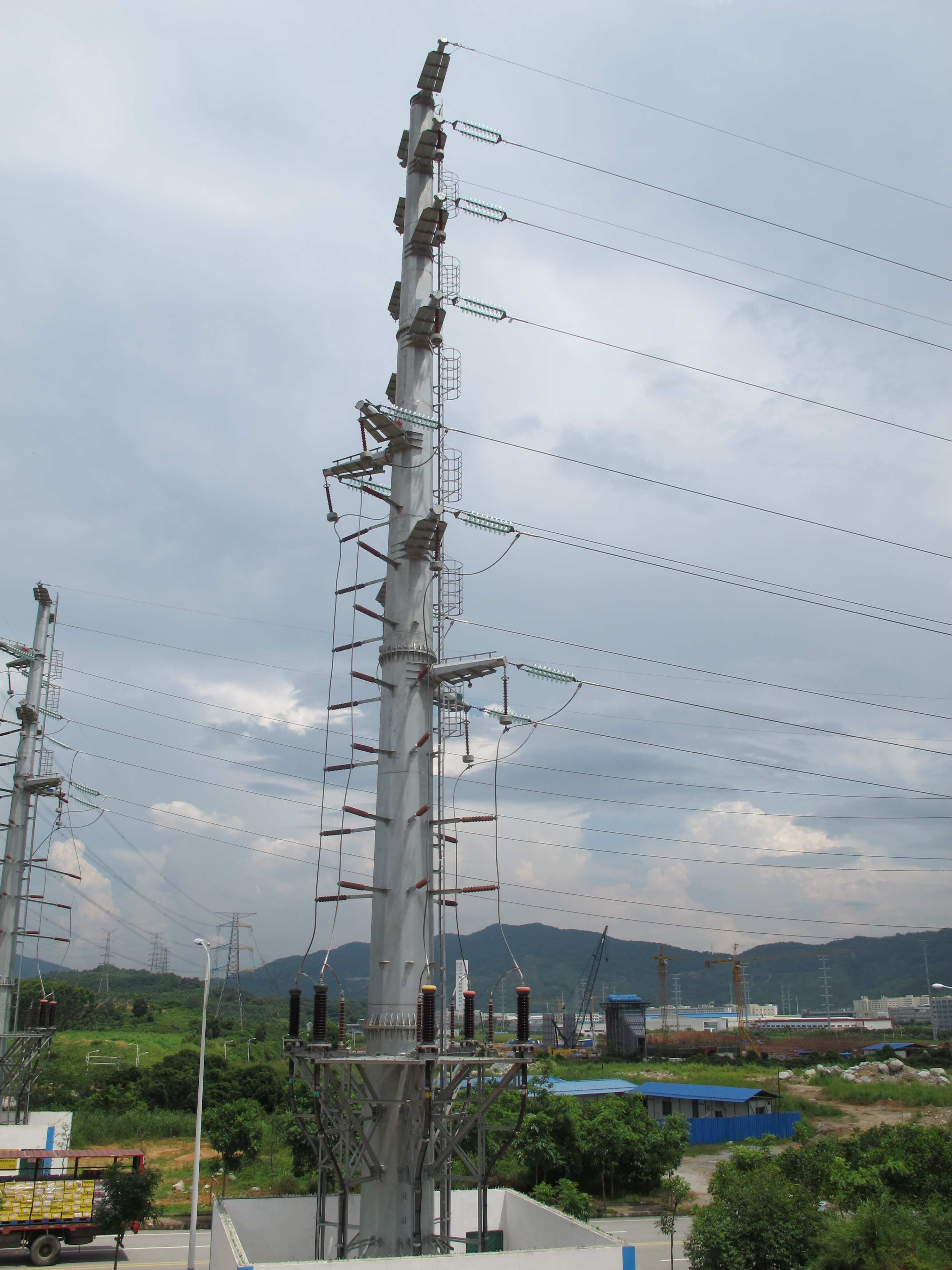
Stalen eindmast, twee circuits gaan over op ondergrondse kabels via veel extra armen en een platform op 7 meter boven de grond
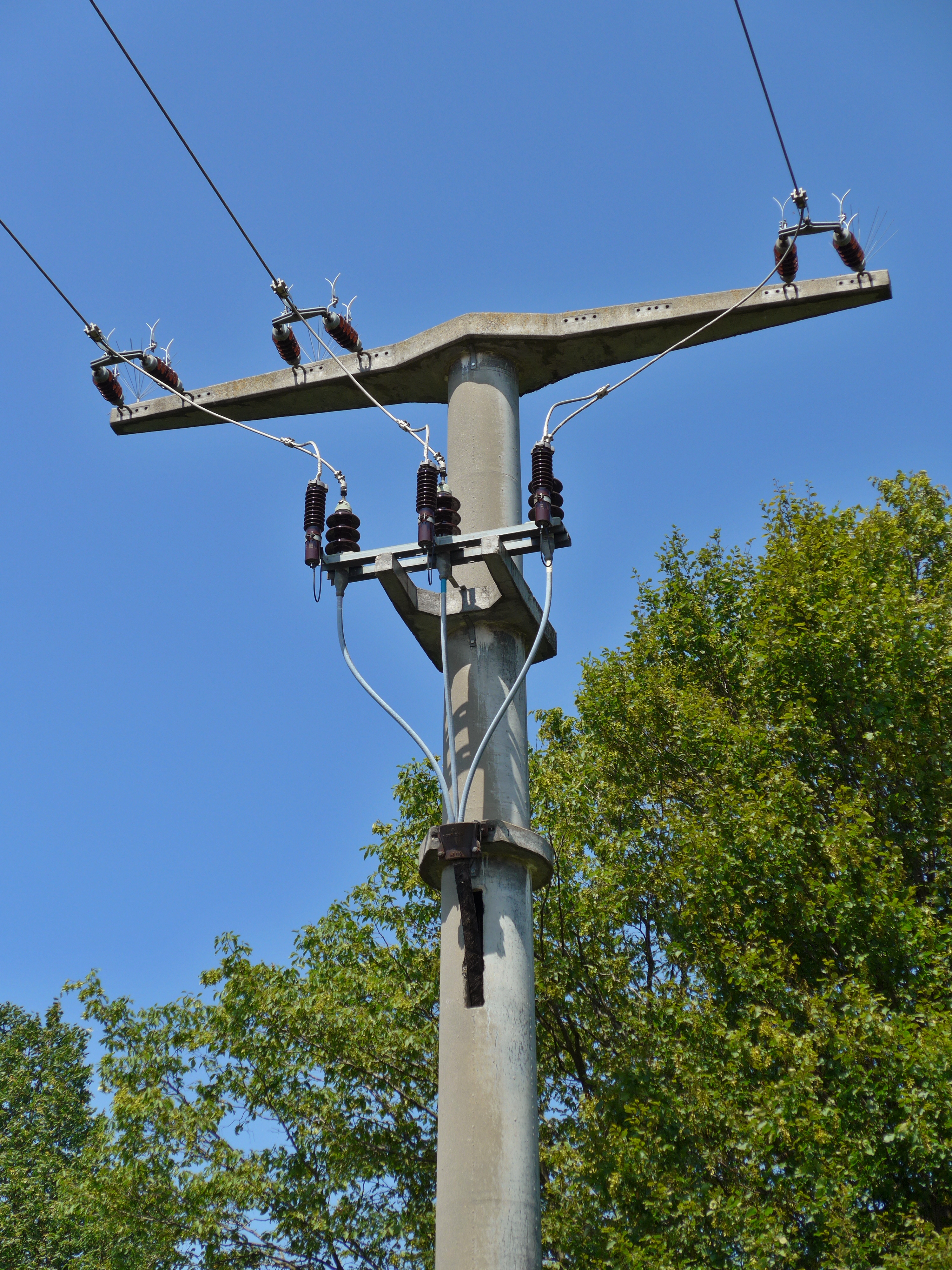
Eindmast, 20 kV
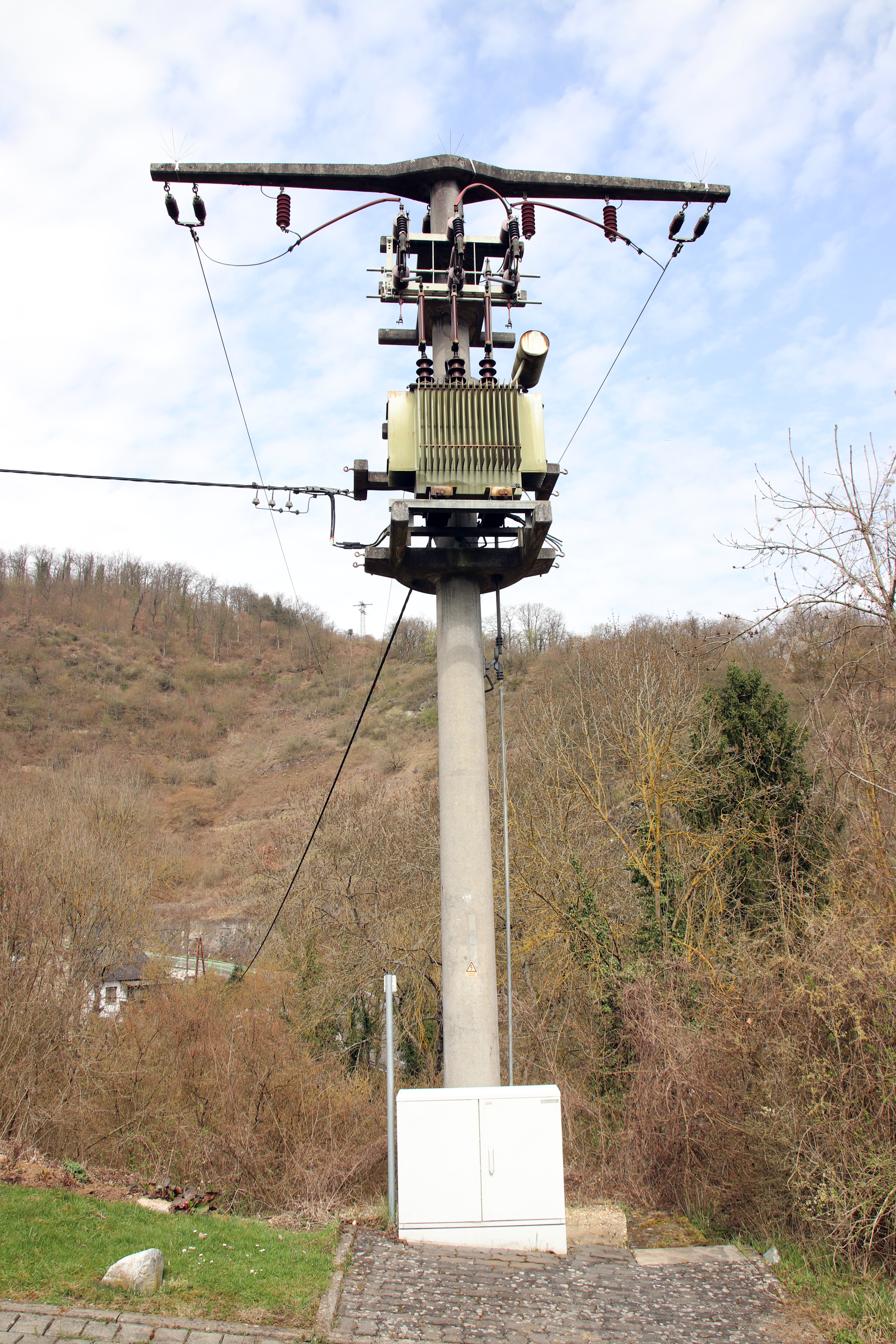
Eindmast met transformator
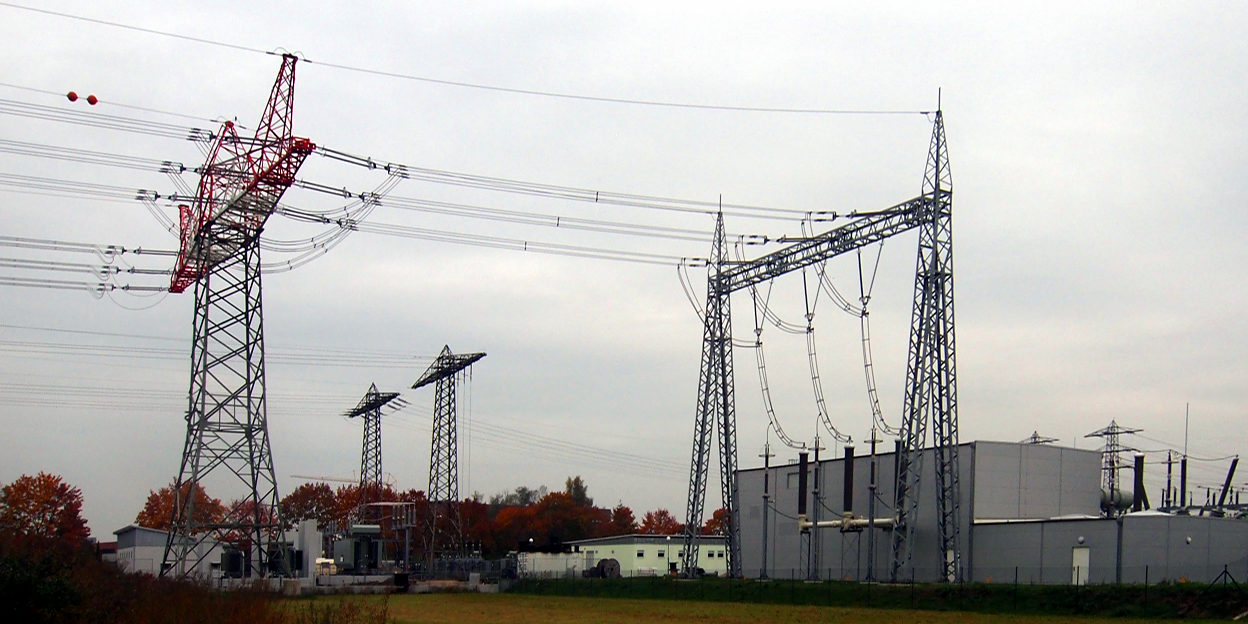
Afspanmast en afspanportaal, 380kV
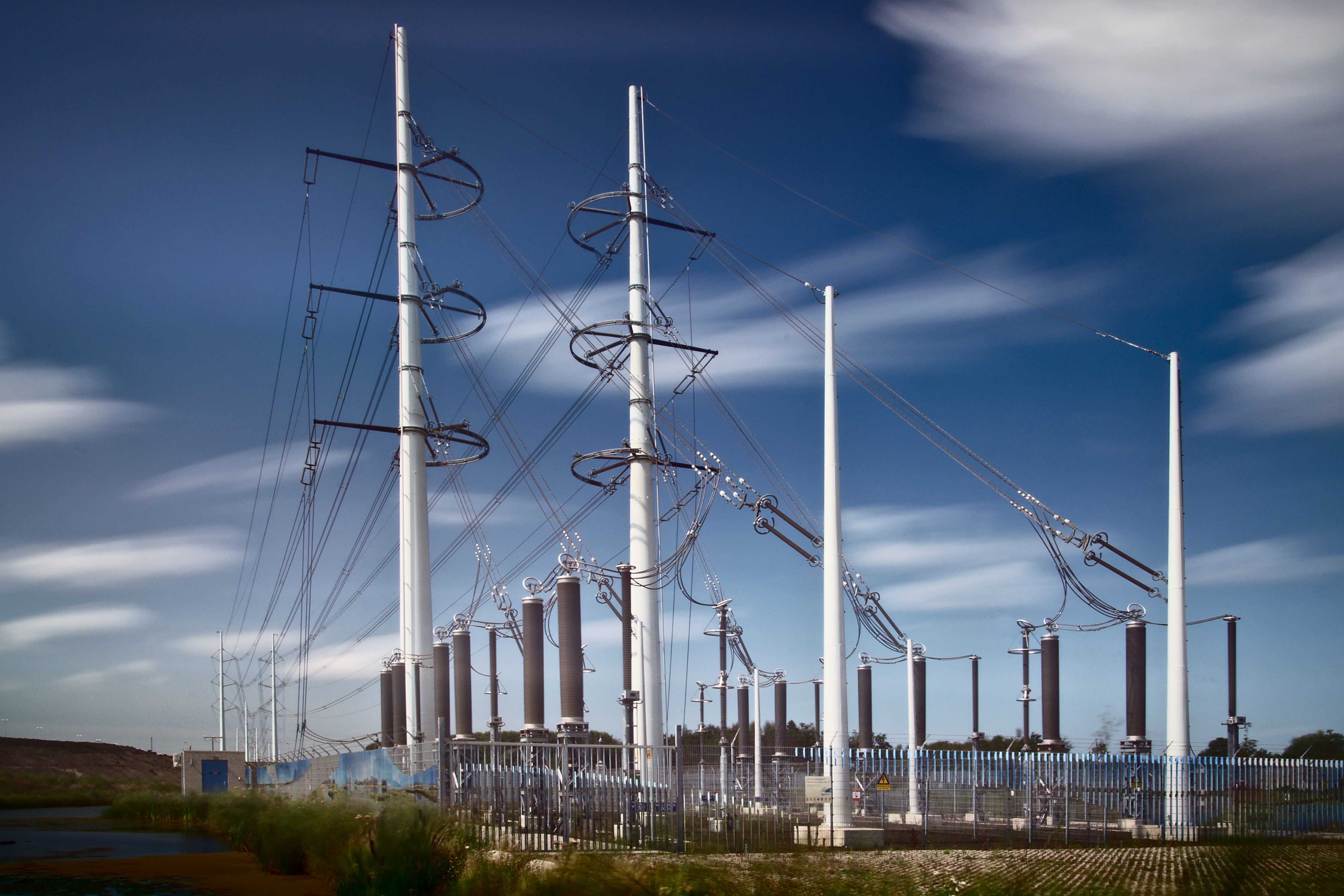
Opstijgpunt, 380kV, Wintrackmasten

Draadslachtoffers - Driefasespanning - Dwarsregeltransformator - Elektriciteitscentrale - Hoogspanningsleiding - Hoogspanningsnet - Kortsluitingen in hoog- en laagspanningsnetten - Netbeheerder - Onderstation - Scheidingsschakelaar - Vermogenschakelaar - Vermogenstransformatorwikkeling - Vermogenstransformator